# قفل‌کننده ابر

## قفل کننده ابر (CloudLocker)
قفل‌کننده ابر (CloudLocker) یک دستگاه ابر شخصی است که توسط StoAmigo، واقع در لاس وگاس در ایالت نوادا درست شده‌است. قفل کنندهٔ ابر (CloudLocker) ذخیره‌سازی ابر، تبدیل داده‌ها، و به اشتراک گذاری فایل را ارائه می‌دهد، که همه توسط پلت فرم StoAmigol طراحی شده‌اند. بر خلاف یک سرویس ابرهای عمومی، که شامل یک شخص ثالث با دسترسی به رسانه‌های دیجیتال کاربران است، قفل کنندهٔ ابر (CloudLocker) یک راه حل ابر فرضی در حال اثبات است که در اختیار کاربر است. که به وسیله رابط وصل و بازی به شبکه خانگی یا شبکه اداری متصل می‌شود.